# Ella Laboriel
Esperanza Laboriel López (Ciudad de México, 28 de marzo de 1949), también conocida como Ela o Ella Laboriel, es una cantante y actriz mexicana. Es hermana del recordado también cantante y actor mexicano Johnny Laboriel. 
Destacada por su interpretación de géneros como el jazz y el blues.

## Biografía
Es integrante de la Familia Laboriel, compuesta por su padre Juan José Laboriel, su madre Francisca López, sus hermanos Johnny Laboriel, Abraham, Francis y su sobrino Abe Laboriel. Siendo niña participó en distintos programas como el del Tío Polito y Los niños catedráticos.
Adoptó su nombre artístico en tributo a Ella Fitzgerald. Su carrera inició en 1960 con la llamada Época de oro del rock and roll en México con dificultades asociadas al machismo imperante en la época iniciando con su propio padre, quien intentó detener su carrera al igual que la de su hermano Johnny. Integró el Trío Las Yolis, agrupación que cobró fama como parte de los dúos y tríos femeninos que cantaban y bailaban como las Hermanas Jiménez. Inició una exitosa carrera solista interpretando temas de rock and roll, a go-gó y baladas. Lanzó igualmente discos a dueto con su hermano Johnny Laboriel. 
Participó en la organización del Festival de Avándaro en 1971 siendo encargada de prensa del festival, hecho que le provocó conflictos con su hermano Johnny. Adicionalmente a su carrera musical y actoral, se dedica a la gestión y presentación de espectáculos musicales.

## Obra

### Discografía
- Ella Laboriel (1967)
- Ya te vi (1967)
- Dile / Un muchacho guapo (1967)
- El teléfono
- Llámame / Sin final (1967)

#### Con Johnny Laboriel
- Ella y Johnny Laboriel (1967)

### Películas
- Sheena, la reina de la selva (1952)
- Joselito vagabundo (1966)
- Under fire (1983)

### Telenovelas
- Tormenta en el paraíso (2008)
- Te sigo amando (1996-1997)[6]
- La pícara soñadora (1991)[7]
- El extraño retorno de Diana Salazar (1988)
- Mujer, casos de la vida real (1985)